# リバーダンス

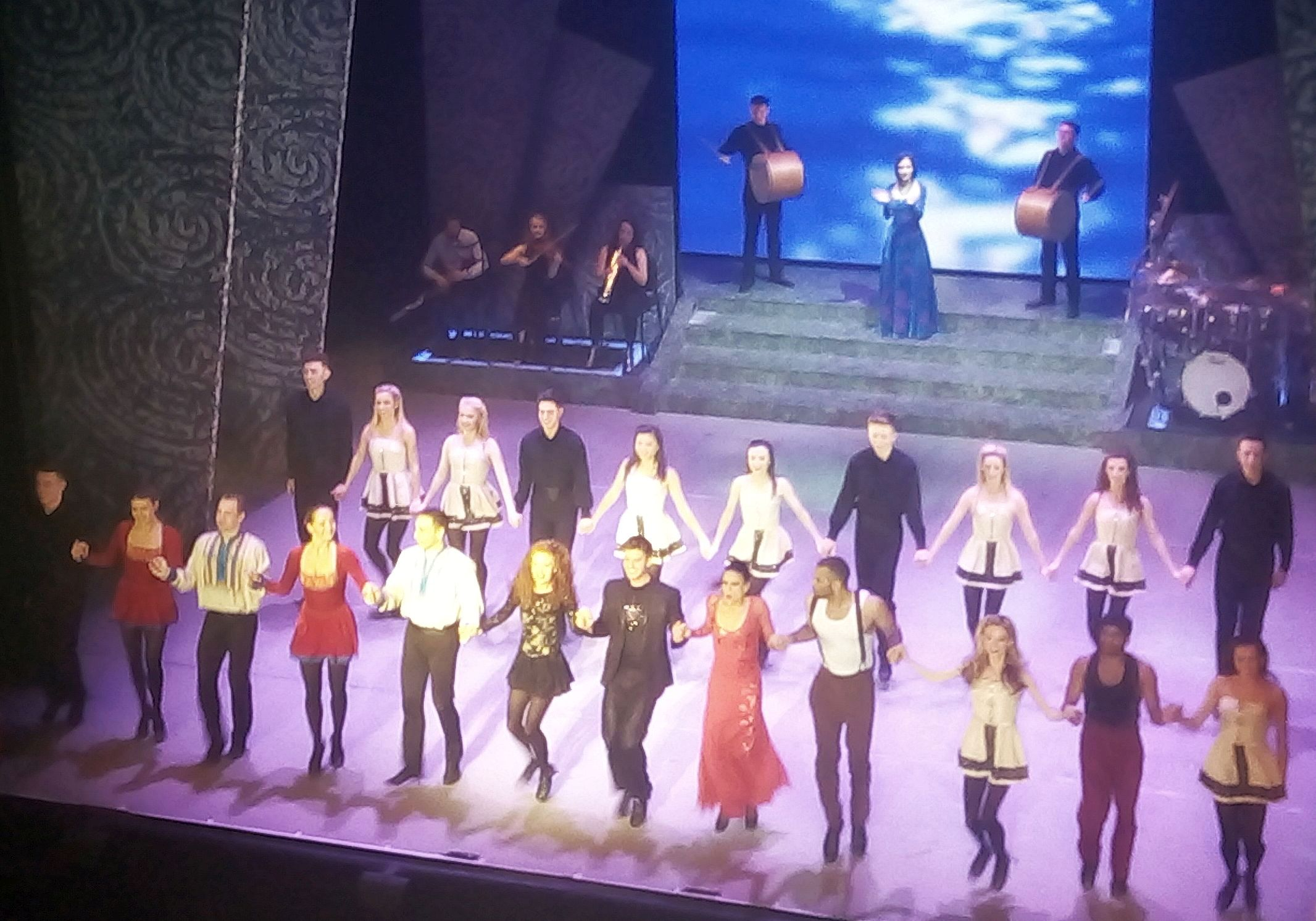
2019年、ダブリンのゲイエティ・シアターで上演された『リバーダンス』キャストによるカーテンコール

リバーダンス（Riverdance）とは、アイリッシュ・ダンスやアイルランド音楽を中心とした舞台作品のことである。アイリッシュ・ダンスの中でも特に体幹や腕を使わずに足の動きだけで踊るアイリッシュ・ステップダンスと呼ばれる舞踊を元にしている。アイルランドに伝わる神話や伝承、ジャガイモ飢饉等によりアメリカへの移住を余儀なくされたアイリッシュ・アメリカンの歴史、および多様な民族との交流をモチーフとしている。

## 歴史
リバーダンスは1994年4月30日のユーロビジョン・ソング・コンテストの幕間に、ホスト国であったアイルランドが披露した約7分間のパフォーマンスが元になっている。このパフォーマンスはビル・ウィーランによる作曲に基づき、ダンサーとしてマイケル・フラットレーとジーン・バトラー、シンガーとしてケルト系コーラスグループであるアヌーナを主演としている。監督・演出はジョン・マコルガンとモヤ・ドハーティによって行われ、振り付けはマイケル・フラットレー、ジーン・バトラーの両名によってなされた。後にリードダンサーとして活躍し、現在リバーダンスのダンス・ディレクターを務めるブランダン・デ・ガリもこの公演よりリバーダンスに参加している。
ユーロビジョン・ソング・コンテストにおける好評を受け、翌1995年2月9日からはダブリンのポイント劇場にて、舞台用にフラメンコやロシア・バレエなども採り入れ構成されたリバーダンスが上演された。公演は5週間に渡って行われ、チケットは全公演完売となった。
1995年6月にはロンドンでの初演を果たし、アポロ・シアターで行われた計31公演（追加公演を含む）を満員御礼とした。
なお、1995年10月からの二度目のロンドン公演を目前に、マイケル・フラットレーがリバーダンスを離脱している。これは主に振付の権利を巡ったプロデューサー側との契約面での対立が原因で、両者の交渉は決裂した。
空白となったリードダンサーの座は、9度のアイリッシュ・ダンス世界チャンピオンの実績を持つコリン・ダンが後を継いだ。コリン・ダンはその後1998年に離脱するまでの間、リードダンサーを務めた。リバーダンスで笑いを誘う演目である、タップダンスとの競演は、コリン・ダンの発案とされている。
1996年3月には、ニューヨークのラジオシティ・ミュージックホールにおいて公演を行った。アメリカでの初演となる本公演はチケットを完売するなど、成功裏に終わったが、同年9月にはアヌーナがリバーダンスから離脱している。
2000年3月にはブロードウェイのガーシュウィン・シアターにおいて一年間に渡る公演を行った。演目の刷新も行われ、リードダンサーとしてパット・ロディとアイリーン・マーティン、シンガーとしてブライアン・ケネディ、シーディ・レ・ロカが起用されている。
その後も2003年6月にダブリンで行われたスペシャルオリンピックスにおけるステージなどを経て、カンパニーは現在公演開催地のエリアごとに組分けされ、世界各地で公演が行われている。
カンパニーの名称は、『The Boyne』、『The Corrib』、『The Foyle』、『The Shannon』、『The Moy』などがある。

## 演目

### ACT 1
- Reel Around The Sun｜太陽を巡るリール
- The Hearts Cry｜心の叫び
- The Countess Cathleen｜キャスリーン伯爵夫人
- Caoineadh Chú Chulainn(Lament)｜クーフランの哀歌
- Thunderstorm｜落雷
- Shivna｜シヴナ
- Firedance｜ファイアーダンス
- Slip Into Spring - The Harvest｜春はそこまで - 収穫
- Riverdance｜リバーダンス

### ACT 2
- American Wake｜アメリカン・ウェイク
- Lift The Wings｜リフト・ザ・ウィングス
- Harbour Of The New World｜新世界の港
  - Heal Their Hearts - Freedom｜心を癒して - 自由
  - Trading Taps｜タップの競演
  - Macedonian Morning｜マケドニアの朝
  - The Russian Dervish｜ザ・ロシアン・ダーヴィッシュ
  - Oscail an Doras (Open the Door)｜扉を開けて
  - Andalucía｜アンダルシア
- Anna Livia｜アンナ・リヴィア
- Slow Air And Tunes｜スロー・エアー・アンド・チューンズ
- Home And The Heartland｜ホーム・アンド・ザ・ハートランド
- Heartland｜ハートランド
- Finalé｜フィナーレ

## 日本での公演
- 1999年
  - 3月5日～3月9日（東京：東京国際フォーラム）
  - 3月12日～3月17日（大阪：フェスティバルホール）
- 2000年
  - 11月19日～11月29日（東京：東京国際フォーラム）
  - 12月2日～12月4日（福岡：マリンメッセ福岡）
  - 12月8日～12月10日（愛知：名古屋レインボーホール）
  - 12月14日～12月17日（大阪：大阪城ホール）
- 2003年
  - 10月24日～10月26日（愛知：名古屋レインボーホール）
  - 10月28日～11月2日（大阪：大阪城ホール）
  - 11月5日～11月16日（東京：東京国際フォーラム）
  - 11月19日～11月23日（宮城：仙台サンプラザホール）
  - 11月28日～11月30日（広島：広島グリーンアリーナ）
  - 12月5日～12月7日（福岡：マリンメッセ福岡）
- 2005年
  - 10月12日～10月23日（東京：オーチャードホール）
  - 10月25日～10月30日（大阪：フェスティバルホール）
  - 11月1日～11月6日（宮城：仙台サンプラザホール）
  - 11月8日～11月12日（福岡：福岡サンパレス）
  - 11月15日～11月20日（愛知：愛知県芸術劇場）
  - 11月22日～11月27日（広島：広島厚生年金会館）
- 2008年
  - 5月17日～5月18日（宮城：仙台サンプラザホール）
  - 5月20日～6月15日（東京：赤坂ACTシアター）
  - 6月17日～6月22日（愛知：愛知県芸術劇場）
  - 6月24日～6月25日（新潟：新潟県民会館）
  - 6月27日～6月29日（富山：富山オーバード・ホール）
  - 7月1日～7月3日（福岡：福岡サンパレス）
  - 7月5日～7月6日（岡山：倉敷市民会館）
  - 7月8日～7月13日（大阪：フェスティバルホール）
- 2015年
  - 4月3日～4月15日（東京：東急シアターオーブ）
  - 4月18日～4月19日（富山：オーバード・ホール）
  - 4月22日～4月26日（名古屋：愛知県芸術劇場）
  - 4月28日～5月2日（大阪：フェスティバルホール）
- 2024年
  - 5月10日～5月19日（東京：TOKYO DOME CITY HALL）
  - 5月23日～5月26日（大阪：フェスティバルホール）

## 日本で発売されている主なDVD
- リバーダンス ライヴ・フロム・ニューヨークシティ（ジーン・バトラー、コリン・ダン、 マリア・ハヘス他）
- リバーダンスの軌跡（マイケル・フラットレー、ジーン・バトラー他）
- リバーダンス ライヴ・フロム・ジュネーヴ（ブランダン・デ・ガリ、ジョアン・ドイル他）
- ベスト・オブ・リバーダンス